# Gato de bodega

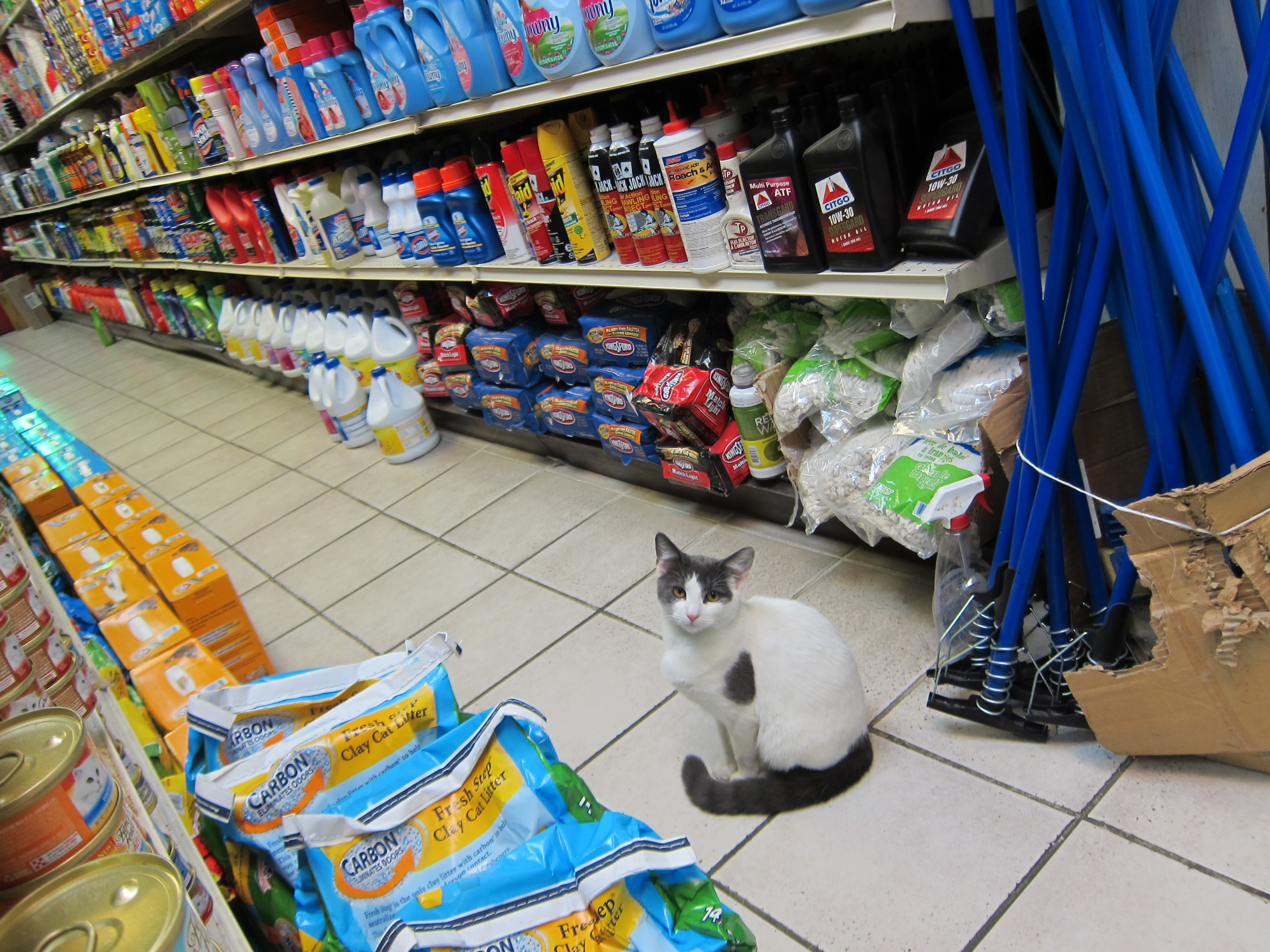
Un gato de bodega en Greenpoint, Brooklyn, Nueva York

Un gato de bodega (también conocido como gato deli, gato de tienda) es un gato que suele habitar bodegas o almacenes. Al igual que los gatos de granja, los gatos de biblioteca y los gatos de barco, un gato de bodega es típicamente un gato de raza mixta que se mantiene como una forma de control biológico de plagas para controlar o prevenir infestaciones de alimañas. 
Un gato de bodega puede ser un gato domesticado que es mantenido por el dueño de la bodega, o un gato cimarrón que el dueño de la bodega atrae a la tienda a través de la alimentación regular. Los departamentos de salud pública generalmente prohíben los gatos de bodega según los códigos de alimentos que prohíben la entrada de animales vivos a los establecimientos donde se venden productos comestibles. 

## Etimología

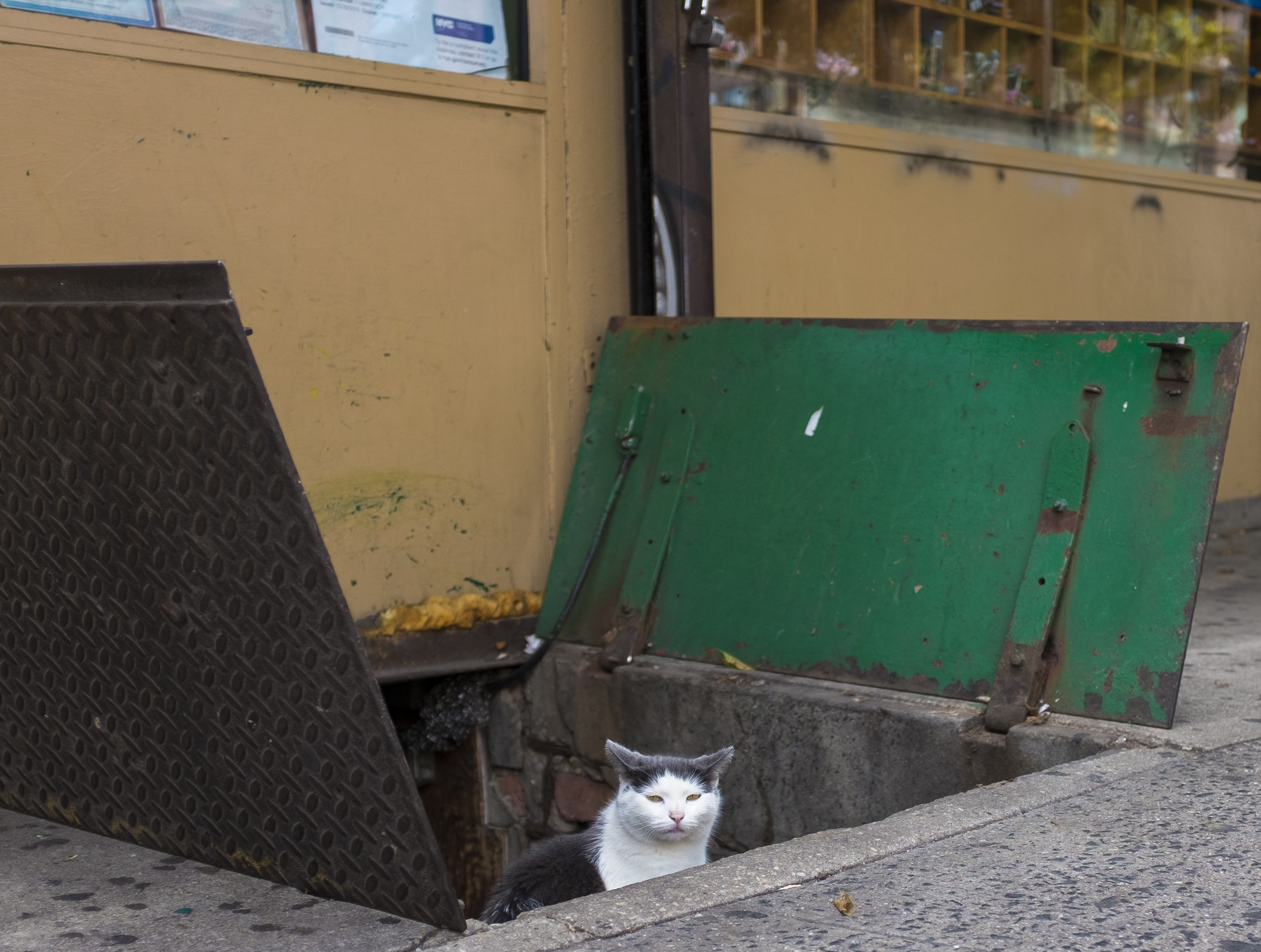
Un gato de bodega en Hudson Square, Manhattan, Ciudad de Nueva York

Si bien el término bodega es de origen español (para referirse a un almacén), su uso se ha llevado a cabo sobre todo en Estados Unidos. Por lo general, se usa en la ciudad de Nueva York para referirse a una tienda de conveniencia que vende comestibles, carnes frías, sándwiches, refrescos y otros alimentos básicos en general. El término se asocia comúnmente con negocios en la ciudad de Nueva York y otras ciudades estadounidenses con poblaciones latinas sustanciales.

## Legalidad
El Departamento de Salud e Higiene Mental de la Ciudad de Nueva York considera que los gatos de bodega son una "deficiencia general", citando preocupaciones sobre el potencial que representan para la contaminación de los alimentos. Según el Capítulo 23 del Programa de sanciones por infracción de establecimientos de servicio de alimentos, los establecimientos que venden alimentos que tienen animales vivos «que no son animales de servicio o peces en tanques» están sujetos a una multa de entre $200 y $350 dólares. A pesar de esto, los gatos siguen siendo una presencia omnipresente en muchas de las más de 10.000 bodegas en la ciudad de Nueva York; El New York Times informa que muchos propietarios de bodegas tienen gatos a pesar de la ley porque se los considera preferibles a las infestaciones de roedores, que también conllevan una multa de 300 dólares. 

## En la cultura popular
Los gatos de bodega son una tradición muy querida en la ciudad de Nueva York. Varios blogs y cuentas de redes sociales están dedicados a la crónica de fotografías de gatos de bodega en toda la ciudad. En 2019, un sketch de Saturday Night Live protagonizado por John Mulaney parodiaba el musical Cats usando un gato de bodega. Ese mismo año, un gato de la bodega en 71 Fresh Deli and Grocery en Kips Bay, Manhattan, fue robado de la tienda; El robo del gato fue ampliamente cubierto en los medios de la ciudad de Nueva York, con The New York Times,  New York Daily News, y NY1 informando sobre el incidente.